# House of the king
House of the king is de titel van een tweetal singles, de eerste is afkomstig van Focus, de tweede van Focus-gitarist Jan Akkerman, die het nummer ook heeft geschreven.

## Versie Focus
House of the king was opgenomen in Londen, samen met het album, maar werd niet meegeperst op de eerste Nederlandse uitgave van het album. Het nummer werd Focus' eerste hit, en kwam daarna mee op de buitenlandse en nieuwere Nederlandse albumversies. Het nummer was ten tijde opvallend doordat de melodielijn op fluit gespeeld werd. De B-kant van de single is Black beauty.

### Lijsten

#### Nederlandse Top 40
Het was eerst een week Alarmschijf.
| Hitnotering: week 4/1971 t/m week 8/1971 | Hitnotering: week 4/1971 t/m week 8/1971 | Hitnotering: week 4/1971 t/m week 8/1971 | Hitnotering: week 4/1971 t/m week 8/1971 | Hitnotering: week 4/1971 t/m week 8/1971 | Hitnotering: week 4/1971 t/m week 8/1971 |
| Week:                                    | 1                                        | 2                                        | 3                                        | 4                                        |                                          |
| ---------------------------------------- | ---------------------------------------- | ---------------------------------------- | ---------------------------------------- | ---------------------------------------- | ---------------------------------------- |
| Positie:                                 | 23                                       | 14                                       | 16                                       | 28                                       | uit                                      |

#### NederlandseSingle Top 100
| Hitnotering: 23-01-1971 t/m 26-2-1971 | Hitnotering: 23-01-1971 t/m 26-2-1971 | Hitnotering: 23-01-1971 t/m 26-2-1971 | Hitnotering: 23-01-1971 t/m 26-2-1971 | Hitnotering: 23-01-1971 t/m 26-2-1971 | Hitnotering: 23-01-1971 t/m 26-2-1971 | Hitnotering: 23-01-1971 t/m 26-2-1971 |
| Week:                                 | 1                                     | 2                                     | 3                                     | 4                                     | 5                                     |                                       |
| ------------------------------------- | ------------------------------------- | ------------------------------------- | ------------------------------------- | ------------------------------------- | ------------------------------------- | ------------------------------------- |
| Positie:                              | 24                                    | 14                                    | 10                                    | 14                                    | 25                                    | uit                                   |

#### NPO Radio 2 Top 2000
| Nummer met noteringen in de NPO Radio 2 Top 2000 | '99  | '00  | '01  | '02  | '03 | '04  | '05  | '06  | '07 | '08  | '09  | '10  | '11  |
| ------------------------------------------------ | ---- | ---- | ---- | ---- | --- | ---- | ---- | ---- | --- | ---- | ---- | ---- | ---- |
| House of the king                                | 1279 | 1171 | 1307 | 1045 | 924 | 1439 | 1550 | 1773 | -   | 1771 | 1699 | 1650 | 1692 |

1. ↑  Een '-' betekent dat het nummer niet was genoteerd en een vetgedrukt getal geeft de hoogste notering aan.
2. ↑  Deze tabel is bijgewerkt tot en met de laatste editie (2024).

## Versie Jan Akkerman
House of the king is afkomstig van zijn vierde album Tabernakel. Dat album is bijna geheel gevuld met klassieke muziek. Het voorgaande stuk op de langspeelplaat is bijvoorbeeld van John Dowland, het stuk daarna van Anthony Holborne. House of the king is echter door Akkerman zelf geschreven. De single en het album zijn opgenomen in de Atlantic Recording Studio in New York. Het is een van de drie singles die Akkerman in de Nederlandse hitlijsten heeft (Single Top 100). In tegenstelling tot bovenstaande versie speelt hier de gitaarlijn de belangrijkste muziek.
B-kant is Javeh van George Flynn.

### Musici
- Jan Akkerman – gitaar, toetsinstrumenten, percussie
- Tim Bogert – basgitaar
- Carmine Appice – slagwerk

### Lijsten

#### Nederlandse Top 40
| Hitnotering: week 9/1974 t/m week 13/1974 | Hitnotering: week 9/1974 t/m week 13/1974 | Hitnotering: week 9/1974 t/m week 13/1974 | Hitnotering: week 9/1974 t/m week 13/1974 | Hitnotering: week 9/1974 t/m week 13/1974 | Hitnotering: week 9/1974 t/m week 13/1974 | Hitnotering: week 9/1974 t/m week 13/1974 |
| Week:                                     | 1                                         | 2                                         | 3                                         | 4                                         | 5                                         |                                           |
| ----------------------------------------- | ----------------------------------------- | ----------------------------------------- | ----------------------------------------- | ----------------------------------------- | ----------------------------------------- | ----------------------------------------- |
| Positie:                                  | 28                                        | 20                                        | 17                                        | 24                                        | 39                                        | uit                                       |

#### NederlandseSingle Top 100
| Hitnotering: 09-03-1974 t/m 29-03-1974 | Hitnotering: 09-03-1974 t/m 29-03-1974 | Hitnotering: 09-03-1974 t/m 29-03-1974 | Hitnotering: 09-03-1974 t/m 29-03-1974 | Hitnotering: 09-03-1974 t/m 29-03-1974 |
| Week:                                  | 1                                      | 2                                      | 3                                      |                                        |
| -------------------------------------- | -------------------------------------- | -------------------------------------- | -------------------------------------- | -------------------------------------- |
| Positie:                               | 20                                     | 17                                     | 25                                     | uit                                    |